# Ridracoli
 (avril 2022).
Situé dans la commune de Bagno di Romagna, en Italie, Ridracoli est un lieu touristique de la Romagne, dans la province de Forlì-Cesena, en Émilie-Romagne.

## Géographie
Le hameau de Ridracoli, situé sur le fleuve Bidente, est accessible via Meldola, Civitella di Romagna, Santa Sofia et Isola, par la route S310 qui longe le fleuve depuis Forlì ou Forlimpopoli sur environ 50 km. Depuis Isola, une route mène à Biserna, tandis qu'un autre chemin permet d’accéder au site du barrage.

## Le bourg
Ridracoli compte trois maisons, un palais, une église et un pont à dos d’âne. Sans la construction du barrage, ce bourg aurait probablement disparu. Avec l’exode vers la plaine, la population est passée d’environ 230 habitants en 1951 à moins de 10 aujourd’hui.
Un petit ermitage se trouve entre les vallées, à proximité de l'abbaye mère de Camaldoli. Ridracoli est mentionné dès 1216 comme une possession des comtes Guidi. Au XVe siècle, il formait une petite commune sous l’influence politique et culturelle de Florence.
La construction du barrage, à environ 2 km du hameau, a permis l’arrivée de l’électricité. Le site a également été classé réserve naturelle.

## La digue

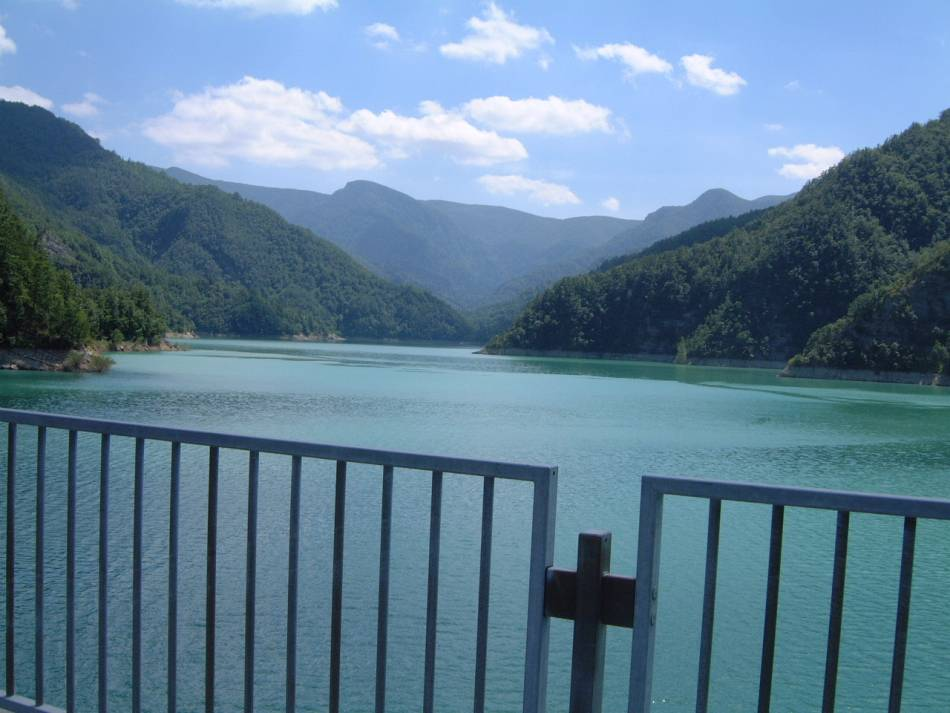
Le lac de Ridracoli.

La digue de Ridracoli s’élève à 103,5 mètres de haut et s’étend sur 432 mètres de large. Elle est surveillée en continu, 24 heures sur 24.
Le lac qui s’est formé derrière la digue couvre plus d’un kilomètre carré et peut contenir jusqu’à 33 millions de mètres cubes d’eau.
L’eau est transportée par une conduite principale au débit de 3 000 litres par seconde. Longue de 33 kilomètres, elle dessert 50 communes membres de l’organisme de gestion des Eaux de Romagne. Elle alimente également les provinces de Ravenne, de Forlì-Césène, de Rimini, ainsi que la République de Saint-Marin.
Environ un million de personnes, ainsi que des millions de touristes en été, consomment chaque jour l’eau de Ridracoli.

## Histoire
Les premières infrastructures hydrauliques de la région remontent au IIᵉ siècle, lorsque l'empereur Trajan fit construire des aqueducs reliant Meldola à Ravenne.
Le barrage de Ridracoli a été construit à l’endroit où la vallée du Bidente se resserre, à quelques kilomètres du centre habité de Ridracoli. Le lac artificiel qu’il retient s’étend sur plus de trois kilomètres à l'intérieur du Parc national des forêts Casentinesi, des monts Falterona et Campigna.
Sa construction a été menée par le Consortium des Eaux entre 1974 et 1982, dans le but d’approvisionner la Romagne en eau, notamment la plaine et la côte, longtemps touchées par une pénurie chronique. Ce consortium, qui regroupe 50 communes bénéficiaires, a été fondé en 1966. Le projet de l’Aqueduc de Romagne, à l’origine du barrage et du lac, avait été lancé dès le début des années 1960.
En janvier 1986, le lac a atteint son niveau maximal, provoquant pour la première fois l’écoulement de l’eau par le déversoir, situé à 103 mètres de hauteur.
Parallèlement, des travaux de préservation et de mise en valeur du patrimoine naturel ont été lancés. Ils ont permis la restauration de plusieurs villages de montagne et la valorisation des vallées environnantes, renforçant ainsi leur attrait touristique.

## Sites touristiques
Le lac de Ridracoli abrite une faune piscicole riche et variée, idéale pour les amateurs de pêche, qui peuvent pratiquer leur passion dans une zone réglementée. De nombreux sentiers permettent de parcourir la réserve naturelle et de profiter du cadre environnant.
De juin à août, un bateau à moteur électrique (30 places environ) propose des excursions sur le lac, offrant une vue imprenable sur le paysage. Des aires de pique-nique sont aménagées près du parking et de l’autre côté de la digue, où un sentier mène à des espaces ombragés au bord de l’eau.
Un camping équipé de sanitaires et d’emplacements pour camping-cars se trouve près de l’ancien village de Ridracoli, à 432 mètres d’altitude, au pied du barrage.
Chaque année, le 5 janvier, une excursion nocturne est organisée jusqu’au barrage pour célébrer l’Épiphanie.
Le pont en arc circulaire bas, emblème de Ridracoli, a été construit pour remplacer un ancien pont en bois, effondré en 1816 faute d’entretien.
Le Musée des Mammifères de la Romagne, installé dans le palais Giovannetti restauré, expose une grande partie des 53 espèces de mammifères de la région. On y trouve des spécimens rares ou disparus, ainsi que des animaux naturalisés et divers objets liés à leur environnement (peaux, trophées, fœtus conservés, etc.).
Enfin, IDRO, l’écomusée des eaux de Ridracoli, situé à Borgo di Ridracoli, propose des expositions sur l’histoire et la gestion des ressources hydriques de la région.